# كارلوس فرانكا
كارلوس فرانكا هو لاعب كرة قدم برازيلي في مركز الهجوم، ولد في 1980 في يغوريوانة ‏ في البرازيل. لعب مع نادي بوتنزا.

## وصلات خارجية
- كارلوس فرانكا على موقع قاعدة بيانات كرة القدم.إي يو (الإنجليزية)
- كارلوس فرانكا على موقع Soccerway.com (الإنجليزية)